# Индоаријски народи
| Централни Дардски Источни Северни | Северозападни Јужни Западни |

Индоаријски или индоаријевски народи, или индијски народи, разнолика су збирка етнолингвистичких скупина које говоре индоаријске језике, који су подскупина индоевропске језичке породице. Индоаријски народи су поријеклом са сјевера Индијског потконтинента и тренутно насељавају већи дио јужне Азије, гдје чине већину.
У бројније индијске народе спадају Хиндустанци, Бенгалци, Пенџапци, Бихарци, Марати, Гуџарати, Орија, Синди, Раџастанци, Сингали, Асамци, Непалци, итд. Ови народи чине већину становништва Индије, Пакистана, Бангладеша, Непала, Шри Ланке и Малдива. Такође чине највећи део становништва Маурицијуса, Гвајане и Суринама, али су на подручју прве две од ових држава углавном престали да говоре своје индијске језике и уместо њих усвојили језике некадашњих европских колонизатора.